# 局所密度近似
局所密度近似（きょくしょみつどきんじ、英: Local Density Approximation、略称LDA）は、密度汎関数理論（DFT）における理論に現れる交換相関（XC）エネルギー汎関数に対する近似の一部類である。空間中の各点での電子密度の値だけに依っている（密度の導関数やコーン–シャム軌道には依存しない）。多くのアプローチによってXCエネルギーに対する局所近似を得ることができる。しかしながら、圧倒的に成功を収めている局所近似は均一電子ガス（HEG）モデルから導かれたものである。この点に関しては、LDAはHEG近似に基づく汎関数と一般的に同義である。
一般に、スピン非偏極系について、交換相関エネルギーに対する局所密度近似は次のような関数系を仮定する。
{\displaystyle E_{\mathrm {xc} }^{\mathrm {LDA} }[\rho ]=\int \rho ({\boldsymbol {r}})\epsilon _{\mathrm {xc} }(\rho ({\boldsymbol {r}}))\ \mathrm {d} {\boldsymbol {r}}\ }
上式において、ρは電子密度、εxcは電荷密度ρを持つ均一電子ガスの粒子毎の交換相関エネルギーである。この仮定では空間の各点で（つまり局所的に）電子の交換・相関エネルギー密度{\displaystyle \epsilon _{\rm {xc}}}が決まっており、{\displaystyle \epsilon _{\rm {xc}}}はその場所の電子密度{\displaystyle n({\boldsymbol {r}})}だけの関数になっている。この交換相関エネルギーは交換項と相関項に線形に分解される。
{\displaystyle E_{\mathrm {xc} }=E_{\mathrm {x} }+E_{\mathrm {c} }}
こうすることで、ExとEcについて別々の式を探すことができる。交換項はHEGに対して単純な解析形を取る。相関密度については限定的な式しか厳密に知られておらず、εcに対する膨大な数の異なる近似が生み出された。
ホーヘンベルグ・コーンの定理によれば、この{\displaystyle E_{\rm {xc}}}は取り扱う系に依存しない普遍的な関数である。よって、もし局所密度近似が妥当であれば、{\displaystyle \epsilon _{\rm {xc}}}は（計算しやすい）一様電子系について求めた値でも、実際に計算したい系の値でも同じはずである。このようにして、一様電子系についてもとめた{\displaystyle \epsilon _{\rm {xc}}}を用いることが正当化され、実際の計算に用いることができる。
実際に用いられる{\displaystyle \epsilon _{\rm {xc}}}の関数形は、厳密に求められる低密度、高密度の極限からの外挿によるものや、モンテカルロ法を使ったものなどがある。
局所密度近似は、一般化勾配近似（GGA）や混成汎関数といった交換相関エネルギーに対するより洗練された近似の構築において重要である。これは、いかなる近似交換相関汎関数も均一電子ガスの厳密な結果を再現することが望まれるためである。こういったものとして、LDAはこういった汎関数の陽な混成要素としてしばしば取り入れられている。

## 応用
局所密度近似はGGAと同様に固体物理学者によって半導体酸化物やスピントロニクスを含む半導体素材中の電子および磁気相互作用を解釈するためのDFT研究において広範に利用されている。これらの計算研究の重要性は、第一原理に基づく解析を必要とする合成パラメータに対する高い感受性を引き起す系の複雑さに由来する。ドープされた半導体酸化物中のフェルミ準位とバンド構造の予測はCASTEPやDMol3といったシミュレーションパッケージに取り入れられたLDAを使ってしばしば行われる。しかしながら、LDAおよびGGAとしばしば関係しているバンドギャップ値の過小評価は、こういった系における不純物媒介伝導性とキャリア媒介磁性の両方またはいずれか一方の誤った予測をもたらしうる。1998年に始まった固有値についてのレイリーの定理の応用によって、LDAポテンシャルを使って、材料のほとんど正確なバンドギャップの計算が可能となっている。DFTの第2定理に対する誤解は、LDAおよびGGA計算によるバンドギャップの過小評価の大半を説明するように思われる。

## 均一電子ガス
電子密度にのみ依存したεxcに対する近似は数多くのやり方で開発することができる。最も成功を収めているやり方は均一電子ガス（HEG）に基づく。これは、相互作用のあるN個の電子を、系を中性に保つ正の背景電荷を有する体積Vに置くことによって構築される。NおよびVは次に、電子密度 (ρ = N / V) を有限に保つようなやり方で無限大まで持っていかれる。これは、全エネルギーが運動エネルギーおよび交換-相関エネルギーのみからの寄与によって構成され、波動関数が平面波の観点から表現できるため有用な近似である。具体的には、一定密度ρに対して、交換エネルギー密度はρ⅓に比例する。

## 交換汎関数
HEGの交換エネルギー密度は解析的に知られている。交換に対するLDAは、密度が均一でない系における交換エネルギーがHEGの結果を各点に適用することによって得られるという近似の下でこの式を使用して、以下の式を得る。
{\displaystyle E_{\mathrm {x} }^{\mathrm {LDA} }[\rho ]=-{\frac {3}{4}}\left({\frac {3}{\pi }}\right)^{1/3}\int \rho ({\boldsymbol {r}})^{4/3}\ \mathrm {d} {\boldsymbol {r}}}

## 相関汎関数
HEGの相関エネルギーに対する解析表式は、それぞれ無限に弱い相関と無限に強い相関に対応する高密度および低密度限界で利用可能である。電子密度ρを持つHEGについて、相関エネルギー密度の高密度限界は
{\displaystyle \epsilon _{\mathrm {c} }=A\ln(r_{s})+B+r_{s}(C\ln(r_{s})+D)}
であり、低密度限界は
{\displaystyle \epsilon _{\mathrm {c} }={\frac {1}{2}}\left({\frac {g_{0}}{r_{s}}}+{\frac {g_{1}}{r_{s}^{3/2}}}+\dotsb \right)}
である。上式において、Wigner-Seitzパラメータ{\displaystyle r_{s}}は無次元である。これは、厳密に1つの電子を包含する球の半径をボーア半径で割った値として定義される。Wigner-Seitzパラメータ{\displaystyle r_{s}}は密度と以下の式で結び付けられる。
{\displaystyle {\frac {4}{3}}\pi r_{s}^{3}={\frac {1}{\rho }}}
密度の全領域に対する解析表式は多体摂動論に基づいて提案されてきた。計算された相関エネルギーは2ミリハートリー以内で量子モンテカルロシミュレーションの結果と一致する。
HEGのエネルギーに対する精密な量子モンテカルロシミュレーションは複数の中間的値の密度について実行され、次々に相関エネルギー密度の精密な値を与えてきた。相関エネルギー密度に対する最も人気のあるLDAは、厳密に知られている漸近挙動を再現しながら、シミュレーションから得られたこれらの正確な値を内挿する。εcに対する異なる解析形式を使った様々なアプローチによって相関汎関数に対する複数のLDAが生み出されてきた。
- Vosko-Wilk-Nusair (VWN)[17]
- Perdew-Zunger (PZ81)[18]
- Cole-Perdew (CP)[19]
- Perdew-Wang (PW92)[20]

これらや、DFTそれ自身の形式的樹立よりさえも前から存在するのがHEGモデルから摂動論的に得られるWigner相関汎関数である。

## スピン偏極
スピン偏極系への密度汎関数の拡張は、厳密なスピンスケーリングが知られている交換については明快であるが、相関についてはさらなる近似が用いられなければならない。DFTにおけるスピン偏極系は2つのスピン密度ραおよびρβ（ ρ = ρα + ρβ）を用い、局所スピン密度近似（Local Spin Density Approximation, LSDA）の形式は
{\displaystyle E_{\mathrm {xc} }^{\mathrm {LSDA} }[\rho _{\alpha },\rho _{\beta }]=\int \mathrm {d} {\boldsymbol {r}}\ \rho ({\boldsymbol {r}})\epsilon _{\mathrm {xc} }(\rho _{\alpha },\rho _{\beta })}
である。LSDAはバンド計算において磁性（強磁性、反強磁性、ハーフメタリックなど）やスピンの問題（スピン分極）を扱う時に使用される。
交換エネルギーについては、（局所密度近似に対してのみではない）厳密な結果がスピン非偏極汎関数の観点から知られている。
{\displaystyle E_{\mathrm {x} }[\rho _{\alpha },\rho _{\beta }]={\frac {1}{2}}{\bigg (}E_{\mathrm {x} }[2\rho _{\alpha }]+E_{\mathrm {x} }[2\rho _{\beta }]{\bigg )}\ .}
相関エネルギー密度のスピン依存性は相対スピン偏極度
{\displaystyle \zeta ({\boldsymbol {r}})={\frac {\rho _{\alpha }({\boldsymbol {r}})-\rho _{\beta }({\boldsymbol {r}})}{\rho _{\alpha }({\boldsymbol {r}})+\rho _{\beta }({\boldsymbol {r}})}}}
を導入することによってアプローチする。{\displaystyle \zeta =0\,}は等しい{\displaystyle \alpha \,}および{\displaystyle \beta \,}スピン密度を持つ常磁性スピン非偏極状況に対応しするが、{\displaystyle \zeta =\pm 1}は一方のスピン密度が消滅する強磁性状況に対応する。全密度および相対偏極度の所与の値に対するスピン相関エネルギー密度εc(ρ,ς) は極値を内挿するように構築される。いくつかの形式がLDA相関汎関数と共に開発されてきた。

## 実例となる計算
LDA計算は実験値とまあまあの一致を示す。
|    | LSDA | LDA  | HF   | 実験値 |
| -- | ---- | ---- | ---- | ------ |
| H  | 13.4 | 12.0 | 13.6 | 13.6   |
| He | 24.5 | 26.4 |      | 24.6   |
| Li | 5.7  | 5.4  | 5.3  | 5.4    |
| Be | 9.1  |      | 8.0  | 9.3    |
| B  | 8.8  |      | 7.9  | 8.3    |
| C  | 12.1 |      | 10.8 | 11.3   |
| N  | 15.3 |      | 14.0 | 14.5   |
| O  | 14.2 | 16.5 | 11.9 | 13.6   |
| F  | 18.4 |      | 16.2 | 17.4   |
| Ne | 22.6 | 22.5 | 19.8 | 21.6   |

|         | 実験値 | LSDA | 誤差 |
| ------- | ------ | ---- | ---- |
| H2      | 0.74   | 0.77 | 0.03 |
| Li2     | 2.67   | 2.71 | 0.04 |
| B2      | 1.59   | 1.60 | 0.02 |
| C2      | 1.24   | 1.24 | 0.00 |
| N2      | 1.10   | 1.10 | 0.00 |
| O2      | 1.21   | 1.20 | 0.01 |
| F2      | 1.42   | 1.38 | 0.04 |
| Na2     | 3.08   | 3.00 | 0.08 |
| Al2     | 2.47   | 2.46 | 0.01 |
| Si2     | 2.24   | 2.27 | 0.03 |
| P2      | 1.89   | 1.89 | 0.01 |
| S2      | 1.89   | 1.89 | 0.00 |
| Cl2     | 1.99   | 1.98 | 0.01 |
| Average |        |      | 0.02 |

## 交換-相関ポテンシャル
局所密度近似に対する交換-相関エネルギーに対応する交換-相関ポテンシャルは以下の式で与えられる。
{\displaystyle v_{\mathrm {xc} }^{\mathrm {LDA} }({\boldsymbol {r}})={\frac {\delta E^{\mathrm {LDA} }}{\delta \rho ({\boldsymbol {r}})}}=\epsilon _{\mathrm {xc} }(\rho ({\boldsymbol {r}}))+\rho ({\boldsymbol {r}}){\frac {\partial \epsilon _{\mathrm {xc} }(\rho ({\boldsymbol {r}}))}{\partial \rho ({\boldsymbol {r}})}}}
有限の系においては、LDAポテンシャルは指数関数的な形で漸近的に減衰する。これは誤りである。真の交換-相関ポテンシャルはクーロン的によりゆっくりと減衰する。人為的に急速な減衰は、ポテンシャルが束縛できるコーン・シャム軌道の数（つまり、ゼロ未満のエネルギーを持つ軌道の数）に現れる。LDAポテンシャルはリュードベリ系列を支持できず、ポテンシャルが束縛するそれらの状態はエネルギーが高過ぎる。これはエネルギー的に高過ぎるHOMOエネルギーをもたらし、クープマンズの定理に基づくイオン化ポテンシャルに対する予測は精度が低い。そのうえ、LDAは陰イオンといった電子豊富種のまずい描写を与える。こういった場合、LDAはしばしば追加の電子を束縛することができず、陰イオン種が不安定であると誤って予測する。

## LDAを越える試み
LDAを越える試みとは、局所密度近似 (LDA) の問題点を解消する新たな手法を見出す試みの総称である。
局所密度近似は大変成功した近似であるが、実際の系に対する様々な計算の結果、その限界もまた露わになってきた。代表的な問題点とその克服に向けたアプローチについて記述する。

### 代表的な問題点（限界）
1. 半導体、絶縁体においてバンドギャップが実験値より過小な値となる。
2. 鉄の強磁性結晶構造（体心立方構造：BCC）が安定とならない。（他にも安定構造や電子状態がLDAが原因で、実際のものと一致しない場合がある。GGA近似を行うことで修正される場合がある。）。
3. 活性化エネルギーの過小評価。
4. 鏡像ポテンシャルが記述できない（表面）。
5. 自己相互作用補正の問題。
6. 絶対零度（基底状態）での計算が前提。←密度汎関数理論
7. 励起状態に対する計算の正しさの保証がない（これは、むしろ密度汎関数理論の問題）。など

### 問題を克服する手段・手法
以下のようなものが提案、試行されている。
- GGA（Generalized Gradient Approximation, 一般化された密度勾配近似）
- SIC（Self-Interaction Correction, 自己相互作用補正）
- GW近似
- LDA+U (LSDA+U)
- TDDFT (TDLDA)（Time-Dependent DFT, 時間発展を考慮した密度汎関数理論）

さらに、交換項を（ハートリー-フォック法での交換項として）厳密に取り扱うアプローチ (Exact Exchange)、密度汎関数理論の有限温度への拡張や、電子の多体問題をより直接的に扱う方法（量子モンテカルロ法による）、また動的平均場法などの強相関電子系でのモデル計算で開発された手法と組み合わせ、電子相関の効果を導入する研究がされているが、まだ汎用的な計算手法とは言い難く、簡単な系でのテスト計算どまりである。